# Christoph Schmuck
Christoph Schmuck (* 28. August 1997) ist ein deutscher Webvideoproduzent und Schriftsteller, der unter dem Namen CreepyPastaPunch Videos rund um die Themen Horror und Mythen bzw. Internet-Mysterien produziert und eigene CreepyPastas verfasst.

## Kanal
Angestoßen durch die Begeisterung an CreepyPastas (Gruselgeschichten) hat Christoph Schmuck bereits vor seiner Kanalgründung seine ersten Kurzgeschichten verfasst. Diese hatte er als Fan zur Vertonung an den YouTuber German Creepypasta geschickt, aber keinerlei Rückmeldung erhalten. Daraufhin beschloss er seinen eigenen YouTube-Kanal im Jahr 2013 zu gründen. Seit Gründung des Kanals leitet Christoph diesen Kanal mit einem Freund namens Marvin.
Sein Hauptkanal hat derzeit rund 1,35 Mio. Abos (Stand: 21. Juli 2025).

## Weitere Kanäle (Auswahl)
PiletSchnack
Dieser Kanal ist am 8. April 2017 gegründet worden und lädt bis heute regelmäßig Videocontent aus Twitch-Livestreams und anderen Themen hoch. Der Kanal hat derzeit 103.000 Abos. (Stand: 21. Juli 2025)
Creepsn
Der Kanal ist am 19. März 2024 erstellt worden und befasst sich mit teils medialen Themen außerhalb des Horrorgenres. Der Kanal hat aktuell 30.600 Abos. (Stand: 21. Juli 2025)

## Formate (Auswahl)
Fortlaufend
- CreepyPastas (Vorgetragen von CreepyPastaPunch)
- Silvester Special (Einjähriger Jahresrückblick)
- Rankings rund um das Thema Horror
- HorrorNews
- Verschwörungstheorien
- Eisberg-Videos
- Google niemals...

Ehemalig
- Punch-Faktor: Das Unschlagbare
- Userpaste
- Wer ist eigentlich...?
- Videospieltheorien
- Videospielmythen
- Meine Meinung
- Top 5 Listen

## Publikationen
- Gesichter der Furcht: Horrorkurzgeschichten von CreepyPastaPunch, CE Community Editions, 2023, ISBN 978-3960963240
- Momente des Grauens: Horrorkurzgeschichten von CreepyPastaPunch, CE Community Editions, 2024, ISBN   978-3960964346

## Rezeption der Bücher
André C. Schmechta von Phantastik-Couch stellte über Gesichter der Furcht fest, dass die Geschichten „in moderner und einfacher, aber keineswegs einfallsloser Sprache mit einer griffigen Dramaturgie punkten“. „Schnell entfalte sich die passende Mystery-Atmosphäre“. Christoph Schmuck spiele „geschickt mit unserer Erwartungshaltung, um diese aber durch eine raffinierte Wendung oder Auflösung wieder zu kassieren. ‚Heimweg‘ ist in seiner Kürze und im Plot wunderbar auf den Punkt erzählt“. Die längste Geschichte des Bandes „Feuerwache“ hingegen überrasche mit einem unerwarteten Twist. „‚Der späte Anruf‘ ist in seiner so einfachen Konstruktion doch so wirkungsvoll umgesetzt. Nur vereinzelt verpuffen seine Geschichten etwas unspektakulär“.
Prisma schrieb in seinem Lesetipp über Christoph Schmucks zweites Buch Momente des Grauens, „Schmucks Schreibstil verbreitet wohliges Gruseln, anstatt die Leser mit unappetitlichem Fließband-Horror zu verprellen“. „Was besonders hervorsticht, ist die Tatsache, dass man als Leser ganz nah dran ist, an den in der Ich-Form geschilderten Ereignissen“. „Zudem legt sich Schmuck nie auf ein immergleiches Umfeld oder bestimmte Personen fest“. „Seine Geschichten spielen überall auf der Welt“. „Es gibt Settings in Großstädten, in abgelegenen Gebirgen oder in Wäldern“.

## Kritik
Der Elternratgeber für TV, Streaming & YouTube, Flimmo der Bayerischen Landeszentrale für neue Medien (BLM) kritisierte, dass sein YouTube-Kanal Videospiele oder Filmausschnitte mit einer Altersfreigabe ab 16 oder 18 Jahre zeige, ebenso seien seine Videos mit Clickbait versehen. Weiterhin sei nicht immer klar zwischen falschen Behauptungen, Meinungen und Fakten zu unterscheiden, zumal Quellenangaben fehlen. Damit sei laut des Ratgebers sein Kanal nicht für jüngere Zuschauer zu empfehlen.